# St. Augustine Beach
St. Augustine Beach es una ciudad ubicada en el condado de San Juan en el estado estadounidense de Florida. En el Censo de 2010 tenía una población de 6.176 habitantes y una densidad poblacional de 1.099,89 personas por km².

## Geografía
St. Augustine Beach se encuentra ubicada en las coordenadas 29°50′30″N 81°16′16″O / 29.84167, -81.27111. Según la Oficina del Censo de los Estados Unidos, St. Augustine Beach tiene una superficie total de 5.62 km², de la cual 5.48 km² corresponden a tierra firme y (2.35%) 0.13 km² es agua.

## Demografía
Según el censo de 2010, había 6.176 personas residiendo en St. Augustine Beach. La densidad de población era de 1.099,89 hab./km². De los 6.176 habitantes, St. Augustine Beach estaba compuesto por el 95.81% blancos, el 0.81% eran afroamericanos, el 0.29% eran amerindios, el 1.2% eran asiáticos, el 0.05% eran isleños del Pacífico, el 0.62% eran de otras razas y el 1.23% pertenecían a dos o más razas. Del total de la población el 3.76% eran hispanos o latinos de cualquier raza.